# Linhomoeina
Linhomoeina zijn een onderorde van rondwormen (Nematoda) uit de orde van de Monhysterida.

## Taxonomie
De volgende taxa worden bij de onderorde ingedeeld:
- Superfamilie Siphonolaimoidea Filipjev, 1918
  - Familie Fusivermidae Tchesunov, 1996
  - Familie Linhomoeidae Filipjev, 1922
  - Familie Siphonolaimidae Filipjev, 1918